# Briefmarken-Jahrgang 1938 der Deutschen Reichspost
Der Briefmarken-Jahrgang 1938 der Deutschen Reichspost umfasste 25 Sondermarken, wovon 18 mit einem Zuschlag versehen waren, aber keine Dauermarken. Es gibt keine verlässlichen Angaben zu der Auflagenhöhe der Briefmarken.
Ab 4. April 1938 wurden die Briefmarken des Deutschen Reiches auch in Österreich gültig. Umgekehrt waren jedoch die österreichischen Marken nicht gültig. Als Verrechnungsbasis galt 1,00 Reichsmark = 1,50 Schilling. Mit der Einführung der deutschen Postwertzeichen wurden auch die Tarife der Reichspost übernommen.

## Liste der Ausgaben und Motive
Legende
- Bild: Eine bearbeitete Abbildung der genannten Marke. Das Verhältnis der Größe der Briefmarken zueinander ist in diesem Artikel annähernd maßstabsgerecht dargestellt. Sollten keine Marken abgebildet sein, liegt es daran, dass das Urheberrecht des Künstlers noch nicht erloschen ist.
- Beschreibung: Eine Kurzbeschreibung des Motivs und/oder des Ausgabegrundes. Bei ausgegebenen Serien oder Blocks werden die zusammengehörigen Beschreibungen mit einer Markierung versehen eingerückt.
- Wert: Der Frankaturwert der einzelnen Marke in Pfennig. Ein „+“ bedeutet, dass es sich um eine Zuschlagsmarke handelt (= Frankaturwert + Spende).
- Ausgabedatum: Das Datum des erstmaligen Verkaufs dieser Briefmarke.
- Gültig bis: Das Datum, an dem die Gültigkeit endete.
- Auflage: Soweit bekannt, wird hier die zum Verkauf angebotene Anzahl dieser Ausgabe angegeben.
- Entwurf: Soweit bekannt, wird hier angegeben, von wem der Entwurf dieser Marke stammt.
- Mi.-Nr.: Diese Briefmarke wird im Michel-Katalog unter der entsprechenden Nummer gelistet.

| Sondermarken | |                  |                       |                   |         |                                       |                         |
| Bild         | Beschreibung | Werte in Pfennig | Ausgabe- datum (1938) | gültig bis        | Auflage | Entwurf                               | MiNr.                   |
|              | 5. Jahrestag der Machtergreifung durch Adolf Hitler - Fackelträger vor dem Brandenburger Tor                        | 6+4              | 28. Januar            | 31. Dezember 1939 |         | Alois Kolb                            | 660                     |
|              | - Fackelträger vor dem Brandenburger Tor                                                                            | 12+8             | 28. Januar            | 31. Dezember 1939 |         | Alois Kolb                            | 661                     |
|              | Volksabstimmung in Österreich Ein Deutscher und ein Österreicher mit Fahne                                          | 6                | 8. April              | 31. Dezember 1938 |         | Erwin Puchinger                       | 662 (Berlin) 663 (Wien) |
|              | 49. Geburtstag von Adolf Hitler                                                                                     | 12+38            | 13. April             | 31. Dezember 1939 |         | Richard Klein                         | 664                     |
|              | Deutsches Turn- und Sportfest in Breslau - Dominsel in Breslau                                                      | 3                | 21. Juni              | 31. Dezember 1939 |         | Georg Fritz                           | 665                     |
|              | - Sportfeld in Breslau                                                                                              | 6                | 21. Juni              | 31. Dezember 1939 |         | Georg Fritz                           | 666                     |
|              | - Breslauer Rathaus                                                                                                 | 12               | 21. Juni              | 31. Dezember 1939 |         | Georg Fritz                           | 667                     |
|              | - Jahrhunderthalle in Breslau                                                                                       | 15               | 21. Juni              | 31. Dezember 1939 |         | Georg Fritz                           | 668                     |
|              | Flugpostmarken zum 100. Geburtstag von Ferdinand Graf von Zeppelin - Graf Zeppelin an Bord eines seiner Luftschiffe | 25               | 5. Juli               | 31. Dezember 1939 |         | Werner und Maria von Axster-Heudtlass | 669                     |
|              | - Führergondel des Zeppelin LZ 129                                                                                  | 50               | 5. Juli               | 31. Dezember 1939 |         | Werner und Maria von Axster-Heudtlass | 670                     |
|              | 5. Rennen um das Braune Band von München Riem unbekleidete Siegesgöttin mit Siegerkranz auf einem Pferd             | 42+108           | 20. Juli              | 31. Dezember 1939 |         | Richard Klein                         | 671                     |
|              | 10. Reichsparteitag Adolf Hitler                                                                                    | 6+19             | 1. September          | 31. Dezember 1939 |         | Richard Klein                         | 672                     |
|              | Eröffnung des Theaters Saarpfalz - Saarländisches Staatstheater                                                     | 6+4              | 9. Oktober            | 31. Dezember 1939 |         | Georg Fritz                           | 673                     |
|              | - Theater in Saarbrücken                                                                                            | 12+8             | 9. Oktober            | 31. Dezember 1939 |         | Georg Fritz                           | 674                     |
|              | Winterhilfswerk, Landschaften aus dem Osten mit Blumen - Burg Forchtenstein, Silberdistel Carlina acaulis           | 3+2              | 18. November          | 31. Dezember 1939 |         | Werner und Maria von Axster-Heudtlass | 675                     |
|              | - Flexenstraße, Frühlings-Kuhschelle Pulsatilla vernalis                                                            | 4+3              | 18. November          | 31. Dezember 1939 |         | Werner und Maria von Axster-Heudtlass | 676                     |
|              | - Zell am See, Aurikel Primula auricula                                                                             | 5+3              | 18. November          | 31. Dezember 1939 |         | Werner und Maria von Axster-Heudtlass | 677                     |
|              | - Großglockner, Edelweiß Leontopodium alpinum                                                                       | 6+4              | 18. November          | 31. Dezember 1939 |         | Werner und Maria von Axster-Heudtlass | 678                     |
|              | - Burgruine Aggstein, Europäisches Alpenveilchen Cyclamen purpurascens                                              | 8+4              | 18. November          | 31. Dezember 1939 |         | Werner und Maria von Axster-Heudtlass | 679                     |
|              | - Denkmal Prinz Eugen in Wien, Heckenrose Rosa canina                                                               | 12+6             | 18. November          | 31. Dezember 1939 |         | Werner und Maria von Axster-Heudtlass | 680                     |
|              | - Erzberg, Alpenrose Rhododendron ferrugineum                                                                       | 15+10            | 18. November          | 31. Dezember 1939 |         | Werner und Maria von Axster-Heudtlass | 681                     |
|              | - Hall in Tirol, Stängelloser Enzian Gentiana acaulis                                                               | 25+15            | 18. November          | 31. Dezember 1939 |         | Werner und Maria von Axster-Heudtlass | 682                     |
|              | - Braunau am Inn, Frühlings-Krokus Crocus vernus                                                                    | 40+35            | 18. November          | 31. Dezember 1939 |         | Werner und Maria von Axster-Heudtlass | 683                     |
|              | Volksabstimmung im Sudetenland - Ein Mann und eine Frau aus dem Egerland                                            | 6+4              | 2. Dezember           | 31. Dezember 1939 |         | Werner und Maria von Axster-Heudtlass | 684                     |
|              | - Ein Mann und eine Frau aus dem Egerland                                                                           | 12+8             | 2. Dezember           | 31. Dezember 1939 |         | Werner und Maria von Axster-Heudtlass | 685                     |
| Dienstmarken | |                  |                       |                   |         |                                       |                         |
| Bild         | Beschreibung | Werte in Pfennig | Ausgabe- datum (1938) | gültig bis        | Auflage | Entwurf                               | MiNr.                   |
|              | Dienstmarken für Parteidienststellen Adler auf Sockel                                                               | 1                | 26. Januar            | Kapitulation 1945 |         | Richard Klein                         | 144                     |
|              | | 3                | 26. Januar            | Kapitulation 1945 |         | Richard Klein                         | 145                     |
|              | | 4                | 26. Januar            | Kapitulation 1945 |         | Richard Klein                         | 146                     |
|              | | 5                | 26. Januar            | Kapitulation 1945 |         | Richard Klein                         | 147                     |
|              | | 6                | 26. Januar            | Kapitulation 1945 |         | Richard Klein                         | 148                     |
|              | | 8                | 26. Januar            | Kapitulation 1945 |         | Richard Klein                         | 149                     |
|              | | 12               | 26. Januar            | Kapitulation 1945 |         | Richard Klein                         | 150                     |
|              | | 16               | 26. Januar            | Kapitulation 1945 |         | Richard Klein                         | 151                     |
|              | | 24               | 26. Januar            | Kapitulation 1945 |         | Richard Klein                         | 152                     |
|              | | 30               | 26. Januar            | Kapitulation 1945 |         | Richard Klein                         | 153                     |
|              | | 40               | 26. Januar            | Kapitulation 1945 |         | Richard Klein                         | 154                     |
| Ganzsachen   | |                  |                       |                   |         |                                       |                         |
| Bild         | Beschreibung | Werte in Pfennig | Ausgabe- datum (1938) | gültig bis        | Auflage | Entwurf                               | MiNr.                   |
|              | Sonderkarte zur Reichstagung „Kraft durch Freude“ (Luftpost)                                                        | 5                |                       | 31.12.1939        |         | unbekannt                             | P 246                   |
|              | Sonderkarte zur Reichstagung „Kraft durch Freude“ (Luftpost) Frage- und Antwortteil                                 | 5 / 5            |                       | 31.12.1939        |         | unbekannt                             | P 247                   |
|              | Sonderkarte zum 5. Jahrestag des 30. Januar 1933                                                                    | 6 + 4            | 26. Januar            | 31.12.1939        |         | unbekannt                             | P 267                   |
|              | Sonderkarte zur Abstimmung über den Anschluss Österreichs                                                           | 6                | 8. April              | 31.12.1938        |         | unbekannt                             | P 268                   |
|              | Sonderkarte zur Ausstellung „Sachsen am Werk“                                                                       | 5                | 10. Juni              | 30.06.1939        |         | unbekannt                             | P 269                   |
|              | Sonderkarte zur Ausstellung „Sachsen am Werk“                                                                       | 6                | 10. Juni              | 30.06.1939        |         | unbekannt                             | P 270                   |
|              | Sonderkarte für die Reichswettkämpfe der SA in Berlin                                                               | 6                | 12. Juli              | 31.12.1939        |         | unbekannt                             | P 271                   |
|              | Sonderkarte zum Reichsparteitag                                                                                     | 6 + 19           | 1. September          | 31.12.1939        |         | unbekannt                             | P 272                   |
|              | Sonderkarte zum Erntedanktag                                                                                        | 6 + 19           | 20. September         | 31.12.1939        |         | unbekannt                             | P 273                   |
|              | Sonderkarten für das Winterhilfswerk                                                                                | 6 + 4            | 18. Oktober           | 30.09.1939        |         | unbekannt                             | P 274                   |
|              | Sonderkarte zur Abstimmung im Sudetenland                                                                           | 6                | 2. Dezember           | 31.12.1939        |         | unbekannt                             | P 275                   |
|              | Sonderkarte für den Kölner Karneval                                                                                 | 6                | 31. Dezember          | 31.12.1939        |         | unbekannt                             | P 276                   |